# Polonez (taniec)

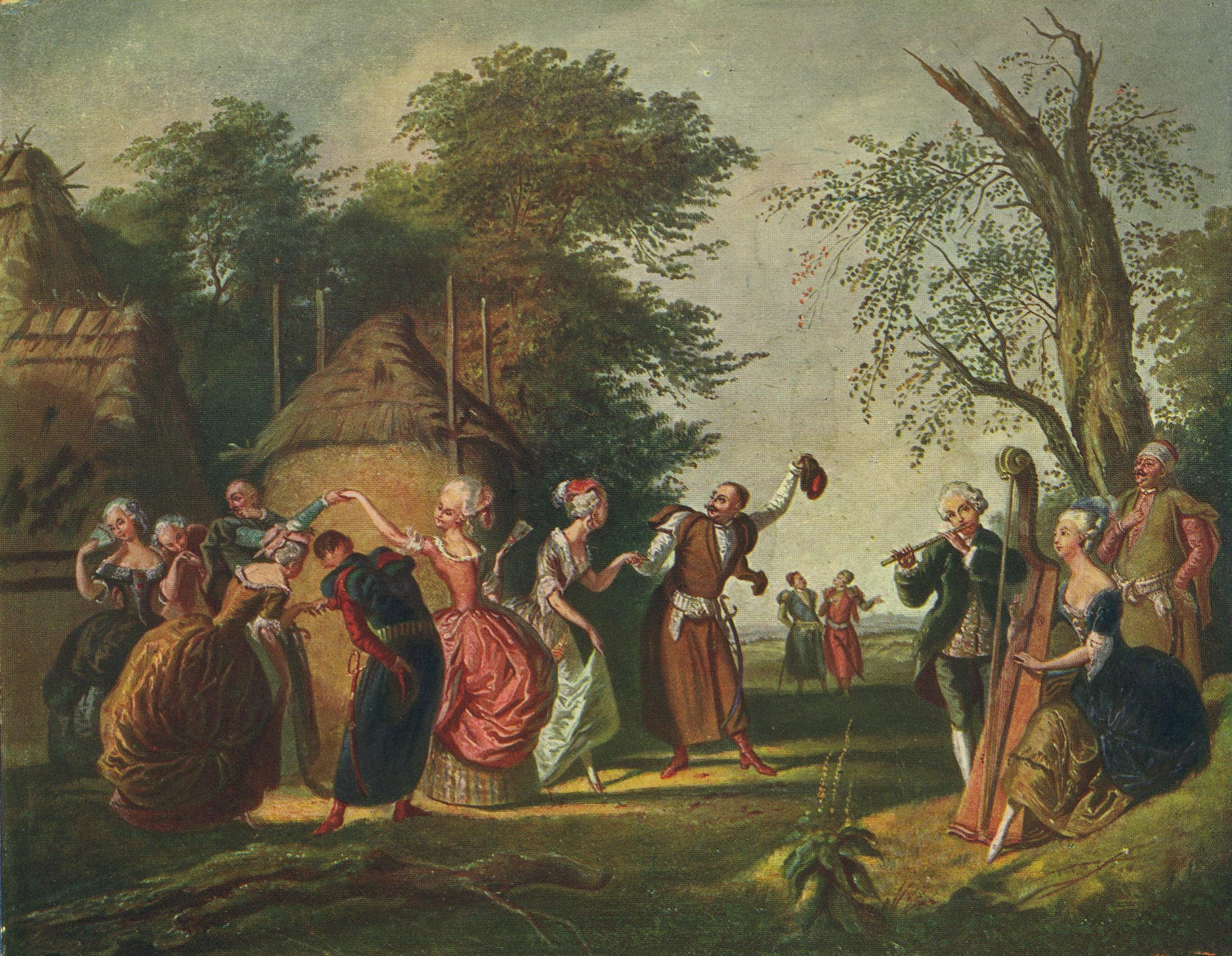
Obraz Kornelego Szlegla Polonez pod gołym niebem.

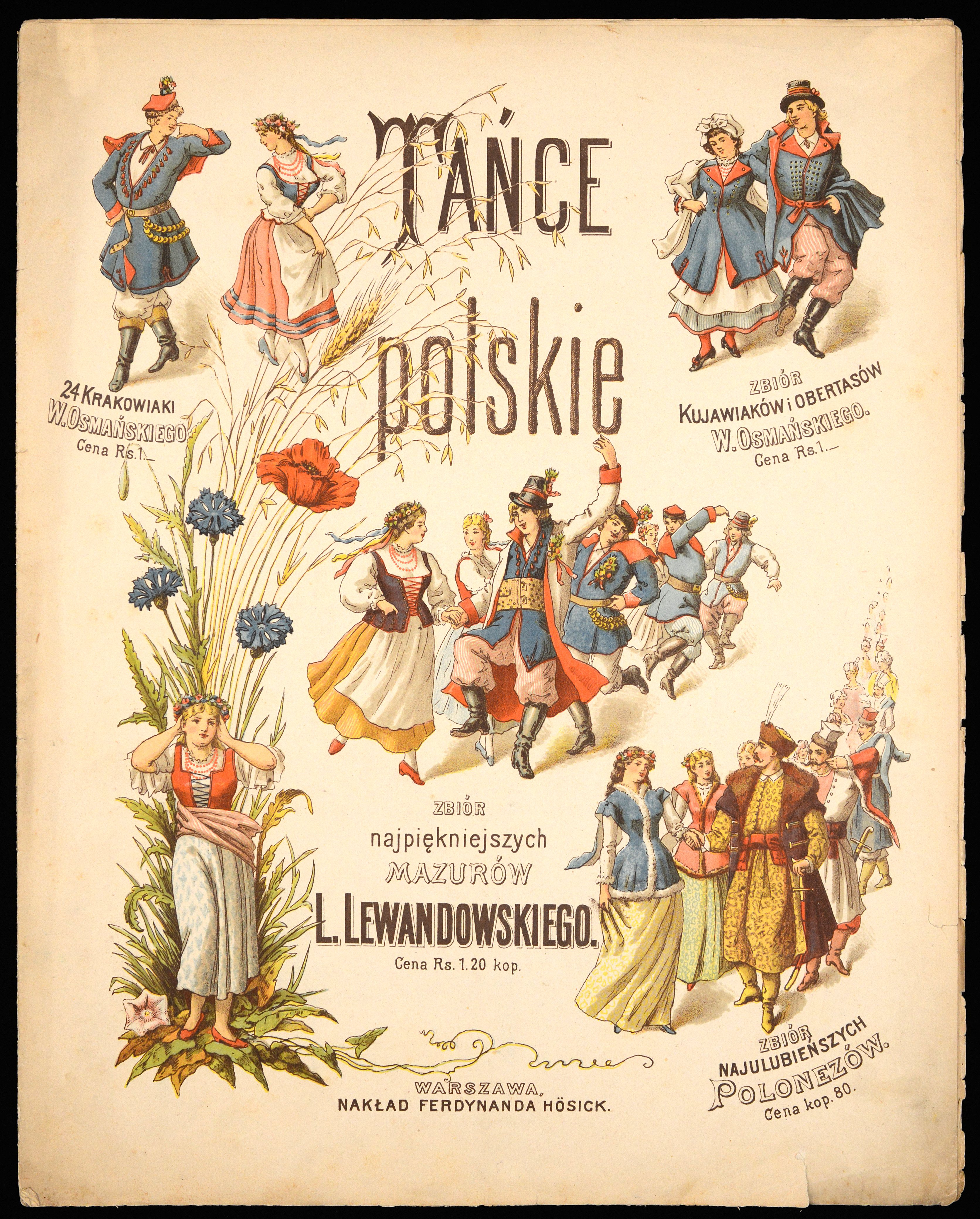
„Tańce polskie. Zbiór najulubieńszych polonezów”, okładka, 1890

Polonez (fr. polonaise, la polonaise, wł. la polacca, zwany też tańcem polskim) – polski taniec narodowy, dawniej nazywany tańcem dworskim. Jest to taniec kołowy, korowodowy.
Taniec utrzymywany jest w metrum trójdzielnym, tempie umiarkowanym i rytmice ósemkowej z dwiema szesnastkami na „i” pierwszej miary; korowód par, poruszających się krokiem dostojnego chodu po liniach krętych i prostych dobieranych przez prowadzącego.
Od początku XIX wieku uznawany jest za najstarszy taniec narodowy, którego forma kultywowana wśród warstw wyższych stanowiła uszlachetnioną wersję tańców obecnych od wieków w polskim społeczeństwie. W Polsce XXI-wiecznej jest tańcem otwierającym szkolne bale, np. studniówki, komersy. Bywa również tańczony podczas innych uroczystości i rocznic.
Poloneza tańczy się w polskim stroju narodowym (kontuszowym). Możliwe są też suknie empirowe i mundury z czasów Księstwa Warszawskiego. W czasie balów szkolnych dopuszczalne są stroje wieczorowe.

## Nazwa
Międzynarodowa nazwa polonez zapożyczona została z języka francuskiego – la danse polonaise, „taniec Polski”. W dawnej Polsce, w zależności od regionu kraju, w którym był tańczony, występował pod różnymi nazwami, takimi jak: „taniec polski”, „chodzony”, „pieszy”, „łażony”, „wolny”, „powolny”, „powolej”, „okrągły”, „starodawny”, „staroświecki”, „chmielowy”, „gęsi”, Tańcom chodzonym przypisuje się także określenia występujące w XVI- i XVII-wiecznej literaturze: gęsi, świeczkowy, polski, wielki, sugerując jednocześnie, że miały one rytmikę czteromiarową.

## Struktura
Polonez jest tańcem uroczystym, w którym gracji ruchów towarzyszą dostojne kroki. Zwykle w formie pieśni dwuczęściowej. Metrum 3/4, tempo umiarkowane, powolne. Charakterystyczny dla poloneza jest powtarzający się schemat rytmiczny, ósemkowy, z dwiema szesnastkami na „i” pierwszej miary.

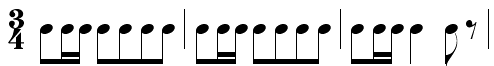
Typowy rytm poloneza
Kacper Napoleon Wysocki – Polonez Pożegnanie Ojczyzny (znany jako Polonez Ogińskiego)

Typowy rytm zakończenia poloneza

## Historia

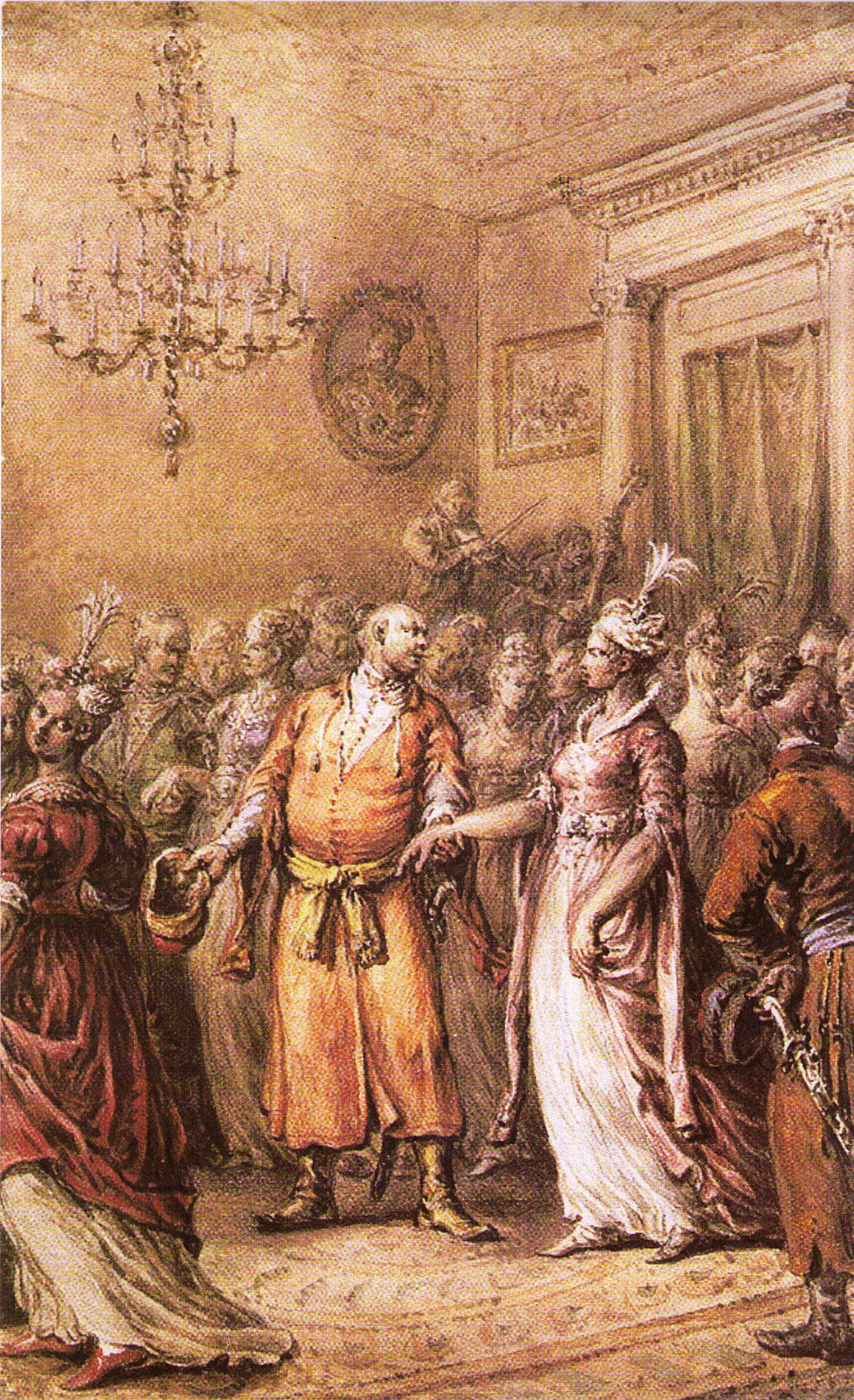
Polonez mal. Jan Piotr Norblin, koniec XVIII w.

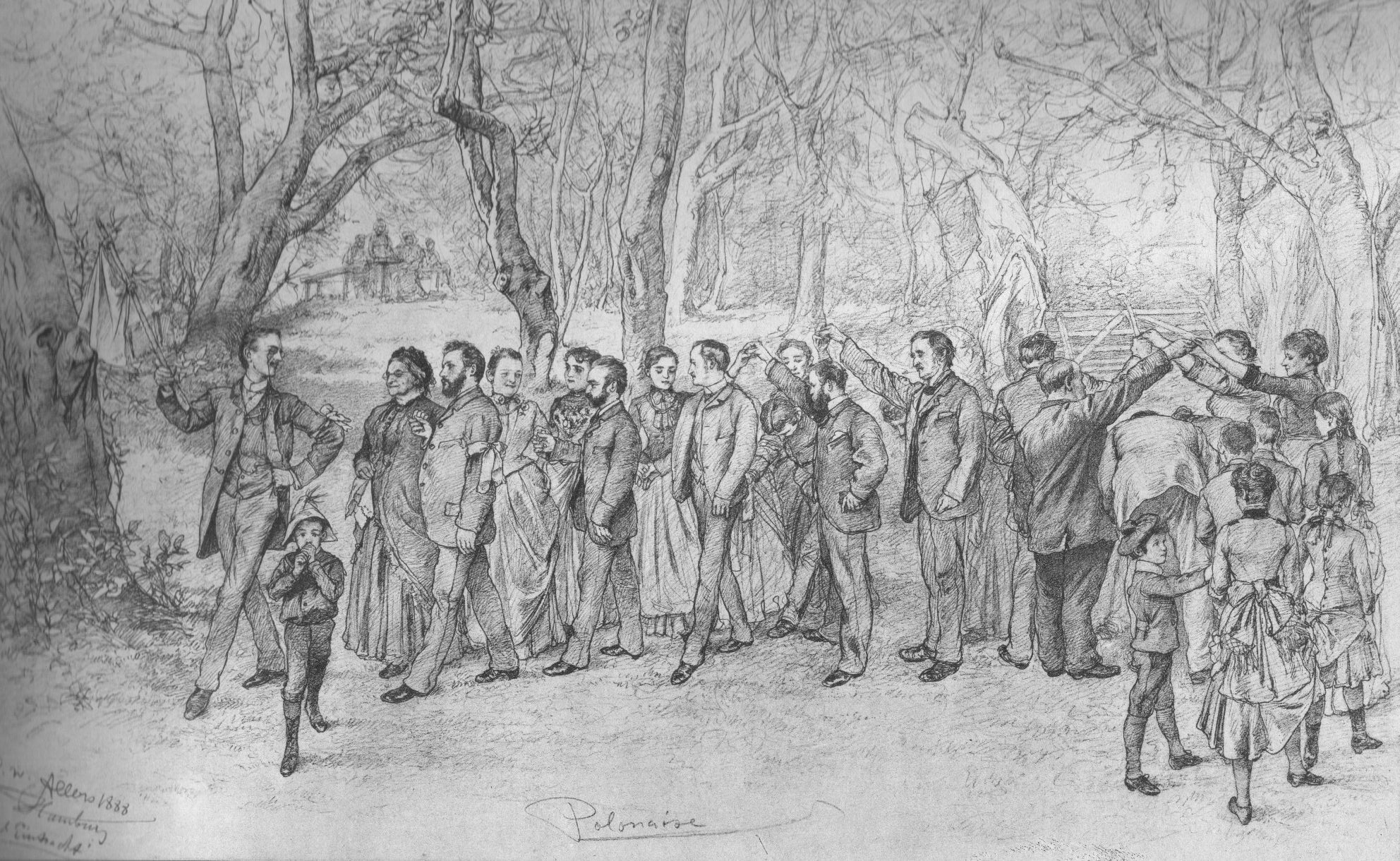
Polonez tańczony w XIX wieku

Pierwowzorem poloneza był taniec pieszy pochodzenia ludowego, tańczony najpierw wśród ludu, znany w swym pierwowzorze – chmielowym, „chodzony” z drugiej połowy XVI i początku XVII wieku, z czasem przyjął się na dworach magnackich. Na dworach królów polskich polonez stanowił element ceremoniału dworskiego, będąc paradą szlachty przed monarchą. Tańczony był na rozpoczęcie balów, również obecnie inauguruje niektóre imprezy, dla podkreślenia ich uroczystego charakteru (np. studniówki). Na początku wieku XVIII wykrystalizowała się forma poloneza jako tańca trójmiarowego, tańczonego „krokiem polskim” (krok ten wówczas przypominał zachowany do dziś krok podstawowy mazura, tańczony jednak znacznie wolniej i bez podskoku), z użyciem licznych figur, improwizowanych przez prowadzącego taniec. Dzięki Wettinom zasiadającym na polskim tronie stał się też szeroko znany i praktykowany w Europie (głównie w Niemczech), zarówno na dworach, często jako taniec ceremonialny, jak i w twórczości kompozytorskiej (m.in. François Couperin, Georg Philipp Telemann, Johann Sebastian Bach, Georg Friedrich Händel, Johann Gottlieb Goldberg). Zaczęto wobec niego stosować też określenia polonaise i polacca, z których to pierwsze, ze względu na ówczesne preferencje językowe warstw wyższych, stało się nazwą gatunku stosowaną także przez Polaków do dziś. W 1755 roku w Saksonii wydano również podręcznik Christopha Gottlieba Hänsela, w którym po raz pierwszy obszernie i precyzyjnie opisano poloneza. Dzięki autorowi wiadomo, że ówczesny polonez opierał się na charakterystycznym „kroku polskim” (Polnischen Pas), realizowanym w przód i w tył z elementami ozdobnymi. Kroki można było ozdabiać podskokiem z passé, ballonné, batterie i „uderzeniem prawej i lewej pięty z battément, czyli hołubcem. Polonez rozwinął się z „tańca polskiego”. Polonez jest bardzo dawnym tańcem, musiał kiedyś wyjść z ludu, tak jak cała szlachta nasza z korzenia słowiańskiego ludu, w poważne konary się rozrosła.
Okres największej świetności i zarazem największej popularności poloneza trwał przez cały okres saski aż do schyłku epoki napoleońskiej. Polonez zawdzięczał to swojemu dostojnemu charakterowi, jak też podatności na wchłanianie elementów innych popularnych w tym czasie tańców (np. niektóre rozwiązania przestrzenne z anglezy i gesty z écossaise). Wyszukane formy poloneza były opracowywane przez nauczycieli tańca, wywodzących się często z Francji lub Niemiec i nauczane w szkołach konwentualnych, korpusach kadetów oraz na pensjach. Uczniowie prezentowali teatralną formę najważniejszego polskiego tańca niemal podczas każdego popisu oraz na dorocznych balach. Na balach poloneza tańczono nawet przez pół godziny, a w ciągu wieczora wykonywano ich od kilku do kilkunastu. Poloneza bardzo chętnie tańczyli Wettinowie, Stanisław August Poniatowski uważany za jednego z pierwszych tancerzy, a nawet car Aleksander I.
Około roku 1815 polonez zaczął gwałtownie tracić na znaczeniu. A w połowie wieku XIX znalazł się na marginesie kultury tanecznej, jedynie rozpoczynając uroczyste bale i z rzadka pojawiając się w twórczości kompozytorskiej (ta tradycja, choć na mniejszą skalę, zachowana została zresztą do dziś). Im polonez stawał się tańcem towarzyskim, tym bardziej stawał się przedmiotem ideologizacji narodowej i polem dociekań na temat polskiego charakteru. W XIX wieku w tych kategoriach oprócz cytowanego już Kazimierza Brodzińskiego pisali o nim m.in. Łukasz Gołębiowski, Karol Czerniawski, Marian Gorzkowski, Arkadiusz Kleczewski, Karol Mestenhauser, Walery Gostomski, czy też Otto Mieczysław Żukowski. W późniejszym czasie zaczęło dominować podejście edukacyjne (m.in. Zygmunt Kłośnik), które w przededniu drugiej wojny światowej zaowocowało próbami określenia poloneza w stylistyce odpowiadającej ówczesnym potrzebom społecznym przez Jana Ostrowskiego-Naumoffa, Józefa Waxmana oraz Zofię Kwaśnicową. Po zakończeniu II wojny światowej zaczęły powstawać opracowania, które z jednej strony kontynuowały dążenia do przywrócenia poloneza współczesnej praktyce tanecznej, a z drugiej zaś poszukiwały nowych rozwiązań scenicznych.
Współcześnie stosuje się najczęściej formę, która została ustalona w latach 1987–1989 przez Radę Ekspertów ds. Folkloru Ministerstwa Kultury i Sztuki, a opisana przez Czesława Srokę. Określono więc precyzyjnie pięć ustawień w parze, trzy rodzaje kroków, dwa rodzaje ukłonów oraz dziesięć figur.
W 2021 roku zgłoszono wniosek o wpisanie poloneza na Listę Reprezentatywną Niematerialnego Dziedzictwa Kulturowego UNESCO, a w grudniu 2023 r. podczas 18. sesji Międzyrządowego Komitetu ds. Ochrony Niematerialnego Dziedzictwa w Kasane w Botswanie polonez oficjalnie otrzymał certyfikat UNESCO.

## Polonez na studniówkach

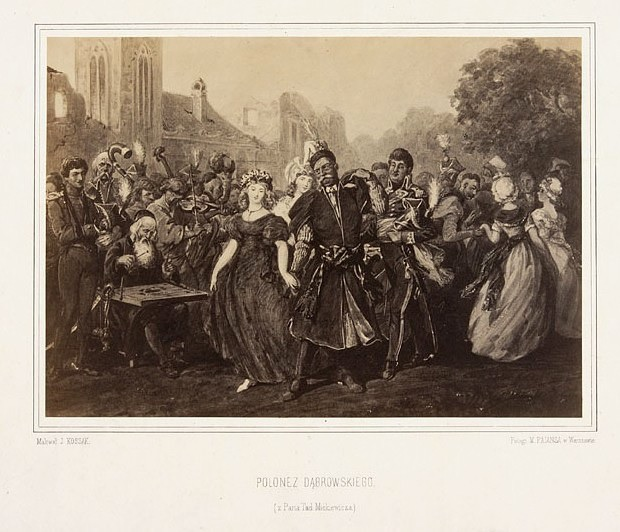
Polonez Dąbrowskiego, ilustracja Juliusza Kossaka do Pana Tadeusza, ok. 1865

W epoce saskiej i stanisławowskiej polonez był tańcem otwierającym bale i najprawdopodobniej dotyczyło to również balów szkolnych z udziałem młodzieży. Zwyczaj celebrowania poloneza studniówkowego ma początek w pojawieniu się egzaminów dojrzałości, które po raz pierwszy wprowadzono z inicjatywy Wilhelma von Humboldta w 1812 roku w Prusach. Oprócz zaboru pruskiego wówczas odbyły się pierwsze egzaminy dojrzałości w szkołach polskich na terenie Księstwa Warszawskiego. Od 1834 roku pruski egzamin dojrzałości stał się dwuczęściowym (pisemnym i ustnym) oraz obowiązkowym dla osób starających się o przyjęcie na studia. W 1849 roku egzamin taki – pod nazwą „matura” – wprowadzono w Austrii, a w roku 1869 w Rosji, co ostatecznie objęło całość ziem polskich.
Bale studniówkowe pojawiły się najprawdopodobniej ok. 1834 roku na ziemiach polskich pod panowaniem pruskim, wyznaczając okres przygotowania do matury. Były one ostatnią przed egzaminem okazją do popisania się efektami nauki. W szkołach pruskich obowiązywały lekcje tańca. Nauczyciele sięgali po lokalne i narodowe tańce, więc na balach maturalnych na ziemiach polskich, zwłaszcza w Wielkim Księstwie Poznańskim, uczniowie mieli możliwość popisać się efektami nauki poloneza.
Po roku 1849 studniówkowe popisy i bale stały się też popularne w niektórych prowincjach Monarchii Austriackiej, w tym w Galicji, gdzie polonez był nadal popularny w kręgach towarzyskich. Bardziej skomplikowana sytuacja panowała w zaborze rosyjskim, gdzie proces nauczania i sam egzamin dojrzałości był mocno zrusyfikowany. Czasowo tańczenie poloneza było nawet zakazane na terenie Królestwa Kongresowego. Sięgano po poloneza częściej na Kresach (np. w Grodnie i Wilnie), gdzie nie obowiązywały te zakazy.
Po odzyskaniu niepodległości w 1918 roku zwyczaje szkolne kształtowały się samorzutnie, często zgodnie z wzorcami zaborczymi. W 1932 roku jędrzejewiczowska reforma szkolnictwa ujednoliciła system oświaty w Polsce. W jej wyniku wprowadzono dwa rodzaje egzaminów maturalnych – tzw. „małą maturę” na zakończenie czteroletniego gimnazjum i „dużą maturę” na zakończenie dwuletniego liceum, którym zwyczajowo towarzyszyły bale. Rok później wprowadzono do szkół program „Polska i jej kultura”, który obejmował też naukę tańców ludowych (szkoły podstawowe) i narodowych (gimnazja). Rok szkolny kończyły z reguły taneczne popisy uczniowskie, w klasach maturalnych zastępowane wspólnym odtańczeniem poloneza.
System oświaty wprowadzony przez Jędrzejewicza obowiązywał do 1948 roku, gdy zmieniono go na system o wzorcach radzieckich. Zlikwidowano wtedy naukę poloneza, jako tańca „niesłusznego” klasowo. Do wcześniejszych zwyczajów studniówkowych powrócono samorzutnie po 1956 roku. Nie obowiązywały jednak w tej sprawie żadne przepisy. Tańczenie poloneza na studniówkach stało się obowiązującą, choć nadal niepisaną zasadą na przełomie lat 60. i 70. Wiązało się to też z promocją wykonywania tańców narodowych w formie towarzyskiej przez Centralną Poradnię Amatorskiego Ruchu Artystycznego.
W XX wieku na studniówkach zwyczajowo tańczono poloneza do melodii Pożegnanie Ojczyzny kompozycji Kacpra Napoleona Wysockiego (mylnie przypisywanej Michałowi Kleofasowi Ogińskiemu), a w czasach PRL również do Poloneza warszawskiego Tadeusza Sygietyńskiego z repertuaru zespołu „Mazowsze”. Na początku XXI wieku zaczęto korzystać z kompozycji Wojciecha Kilara z filmu Pan Tadeusz. Wykorzystywany bywa również polonez Bartosza Chajdeckiego z serialu Czas honoru, a czasem także W starym zamku Antoniego Morzykowskiego (przypisywany Józefowi Elsnerowi), Polonez husarii Krzesimira Dębskiego (na motywie Pieśni Jana z filmu Ogniem i mieczem) lub inne.
Poloneza na studniówce tańczy się w strojach wieczorowych. Czasem otwierają go pary w polskich strojach narodowych (kontuszowych) lub pary w sukniach empirowych i mundurach z czasów Księstwa Warszawskiego.

## Polonez w muzyce

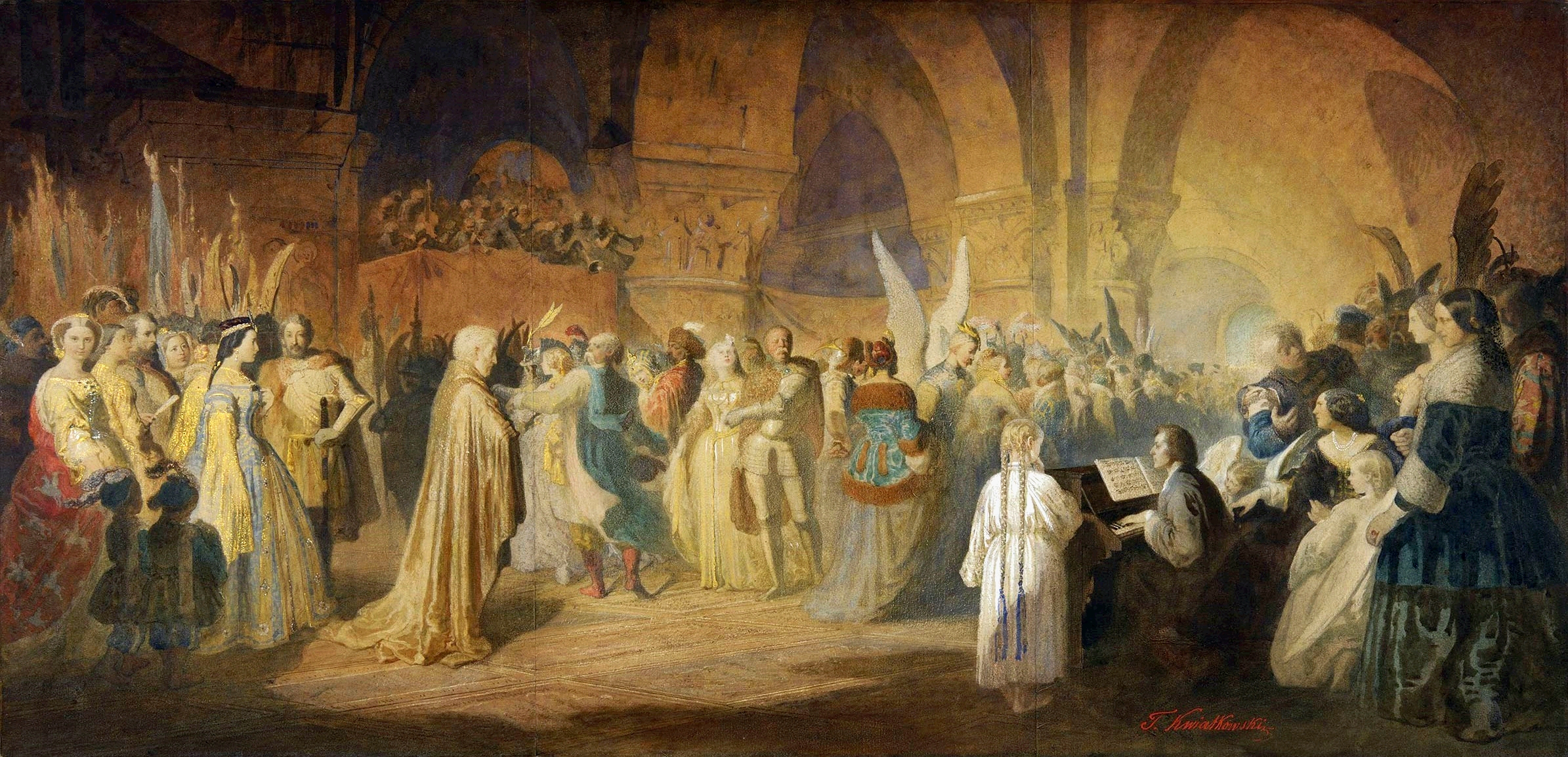
Polonez Chopina – Bal w Hôtel Lambert w Paryżu, obraz Teofila Kwiatkowskiego z 1859 r.

W formie stylizowanej polonez jako styl muzyczny pojawił się już w suicie barokowej, a wielu późniejszych kompozytorów sięgało po ten temat. Najbardziej znane w świecie polonezy komponował Fryderyk Chopin, który uczynił z nich arcydzieła muzyki poważnej, czego przykładem jest polonez As-dur (op. 53), często kojarzony z Polską.
W swoim dorobku polonezy mają także Jan Stefani, Maria Szymanowska, Karol Kurpiński, Józef Elsner, Karol Lipiński, Stanisław Moniuszko oraz Michał Kleofas Ogiński. Również wielu zagranicznych kompozytorów takich jak Johann Sebastian Bach, Georg Philipp Telemann, Wolfgang Amadeus Mozart, Ludwig van Beethoven, Franz Schubert, Carl Maria von Weber, Robert Schumann, Ferenc Liszt, Maurycy Moszkowski, Mauro Giuliani, Modest Musorgski, Piotr Czajkowski i Aleksandr Skriabin komponowało polonezy jako osobne utwory muzyczne bądź umieszczały go jako ich część.
Polonez zachował się w kolędach: W żłobie leży, Dzisiaj w Betlejem, Bóg się rodzi, Serca ludzkie się radują czy niemieckiej kolędzie O Tannenbaum. Wśród muzykologów spotyka się opinie, że dopiero w XVIII ułożono teksty religijne do wcześniej znanych melodii tanecznych.